# Брочина
Брочина (пол. Broczyna, нім. Brotzen) — село в Польщі, у гміні Тшебеліно Битівського повіту Поморського воєводства.
У 1975-1998 роках село належало до Слупського воєводства.